# Székelyszentlélek
Székelyszentlélek (régebben Szentlélek, románul Bisericani) falu Romániában, Hargita megyében.

## Fekvése
A Felső-Nyikómente egyik legrégibb települése, Székelyudvarhelytől 10 km-re északnyugatra fekszik.

## Története
1333-ban, Sancto Spiritu néven említették először. Területe ősidők óta lakott. A Baknya-tetőn késő bronz – kora vaskori település maradványai kerültek elő. A 17. században a tatárok kétszer is elpusztították.
1910-ben 594, 1992-ben 634 magyar lakosa volt. A trianoni békeszerződésig Udvarhely vármegye Udvarhelyi járásához tartozott.

## Látnivalók
- A falu mellett áll alacsony kőfallal körülvett római katolikus temploma, a toronyalj kőkeretes ajtaja 13. századi, többi része 15. századi később barokk stílusban felújították. 1837-ben restaurálták.
- A templom mellett néprajzi múzeum is található, melyet Balázsi Dénes helytörténész hozott létre 1977-ben.
- A község határában tizennégy különböző forrás fakad.

## Híres emberek
- Itt született 1617. június 29-én Ágoston Péter hitszónok, egyházi író.
- Itt született 1907 október 3-án Benedek Simon, P. Fidél ferencesrendi szerzetes, magyar történész, teológiai szakíró